# Maple
Maple é um sistema algébrico computacional comercial de uso genérico. Constitui um ambiente informático para a computação de expressões algébricas, simbólicas, permitindo o desenho de gráficos a duas ou a três dimensões. O seu desenvolvimento começou em 1981 pelo Grupo de Computação Simbólica na Universidade de Waterloo em Waterloo, no Canadá, província de Ontário.
Desde 1988, o Maple tem sido desenvolvido e comercializado pela Maplesoft, uma companhia canadense também baseada em Waterloo, Ontario. É comercializado como "a ferramenta de produtividade essencial para cada profissional técnico." A versão actual é Maple 2017.

## Introdução
Maple é uma linguagem de computação algébrica e simbólica. Como é frequente nos sistemas de álgebra computacional, as expressões simbólicas são armazenadas na memória como grafos acíclicos dirigidos.
Desde a versão 6, a linguagem de Maple permite variáveis de alcance lexical (lexically-scoped variables).

### Versões
- Maple 1.0: janeiro de 1982
- Maple 1.1: janeiro de 1982
- Maple 2.0: maio de 1982
- Maple 2.1: junho de 1982
- Maple 2.15: agosto de 1982
- Maple 2.2: dezembro de 1982
- Maple 3.0: maio de 1983
- Maple 3.1: outubro de 1983
- Maple 3.2: abril de 1984
- Maple 3.3: março de 1985 (primeira versão disponível ao público)
- Maple 4.0: abril de 1986
- Maple 4.1: maio de 1987
- Maple 4.2: dezembro de 1987
- Maple 4.3: março de 1989
- Maple V: agosto de 1990
- Maple V R2: novembro de 1992
- Maple V R3: março de 1994
- Maple V R4: janeiro de 1996
- Maple V R5: 1 de novembro de 1997
- Maple 6: 5 de dezembro de 1999
- Maple 7: 1 de julho de 2001
- Maple 8: 16 de abril de 2002
- Maple 9: 30 de junho de 2003
- Maple 9.5: 15 de abril de 2004
- Maple 10: 10 de maio de 2005
- Maple 11: 21 de fevereiro de 2007
- Maple 12: maio de 2008
- Maple 13: abril de 2009
- Maple 14: abril de 2010
- Maple 14.01: 28 de outubro de 2010
- Maple 15: 13 de abril de 2011
- Maple 15.01: 21 de junho de 2011
- Maple 16: 28 de março de 2012
- Maple 17: março de 2013
- Maple 18: março de 2014
- Maple 2015: março de 2015
- Maple 2016 2 de março de 2016
- Maple 2017 25 de maio de 2017
- Maple 2017.1: 28 de junho de 2017
- Maple 2017.2: 2 de agosto de 2017
- Maple 2017.3: 3 de outubro de 2017
- Maple 2018.0: 21 de março de 2018

## Versões para estudantes
A Maplesoft comercializa o Maple em versão profissional e versão estudantil. A diferença de preços é substancial (ex: 2000 Euros, comparado com 100 Euros, respectivamente).
Edições estudantis recentes (a partir da versão 6) não contêm limitações computacionais mas trazem menos documentação impressa (agora disponível electronicamente). É o mesmo que se passa com a diferença entre as edições de estudante e profissional do Mathematica.
Em edições anteriores à versão 6, a versão de estudante tinha as seguintes limitações:
- Um máximo de 100 lugares decimais para cálculos e resultados
- Tamanho máximo de 8000 (em palavras máquina ou objectos contidos) para qualquer objecto algébrico.
- Um máximo de 3 dimensões para arranjos (arrays).